# 乙醯苯胺

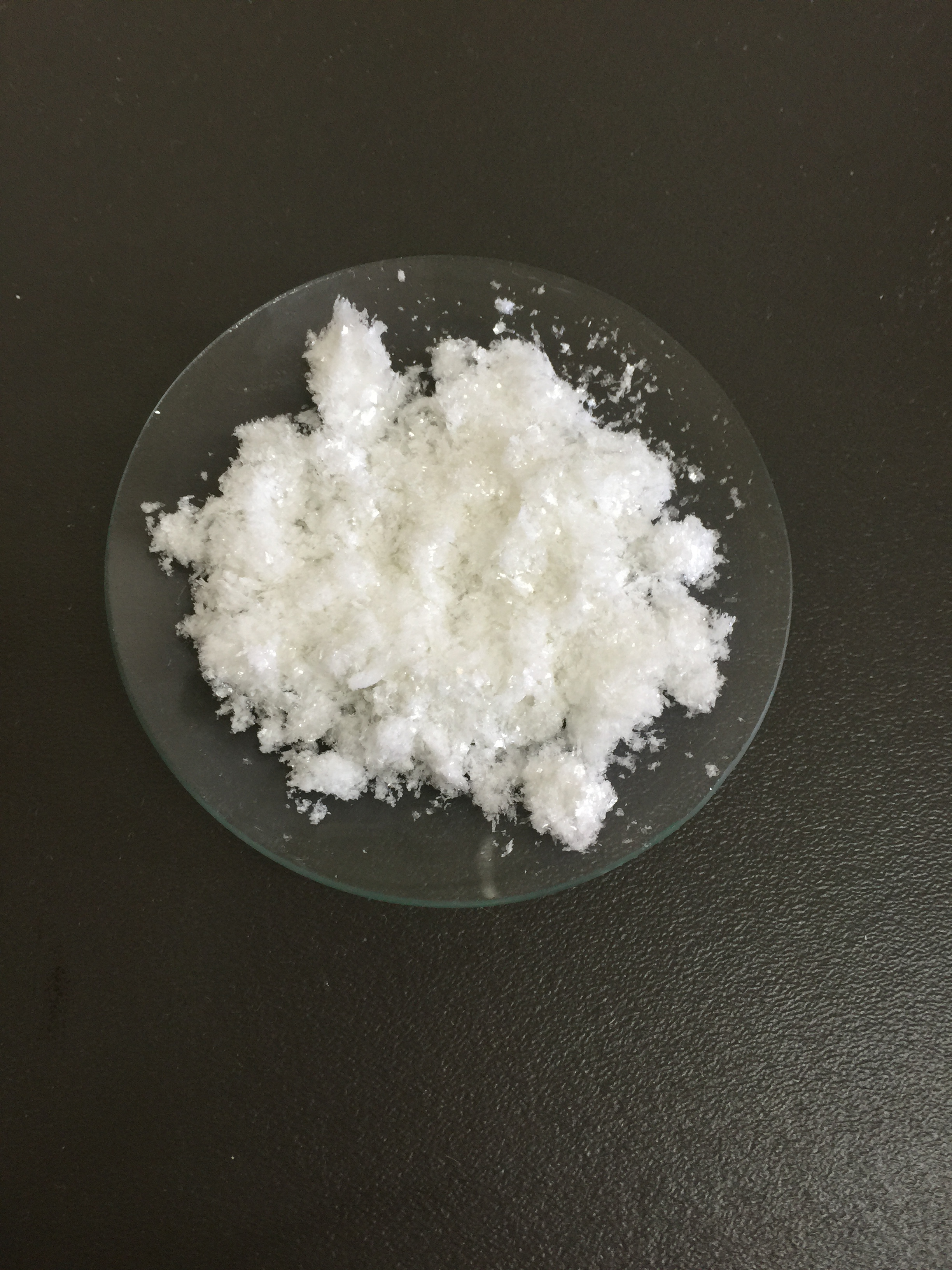
置於表面皿上的乙醯苯胺晶體

乙酰苯胺（acetanilide）又名苯乙酰胺（N-phenylacetamide），商品名有退热冰（Antifebrin）等，是一種白色有光泽片状结晶或葉片或鱗片狀的固體化學品。虽然作为药物的退热效果良好，但不久就发现其毒性较大、易引起虚脱，长期服用可导致贫血，故临床早已不用。
- 乙酰苯胺的键线式
- 对乙酰氨基酚的键线式

## 製造方法
乙醯苯胺可以透過醋酸酐和苯胺或苯基苯胺氯化物進行化學反應產生。

## 性質
這種化合物能溶於熱水，溶於水呈中性。在達到545℃時，它会自燃，不过在大多數情況下，它是穩定的。它的純晶體是白色的。

## 應用
乙醯苯胺可以作為雙氧水分解反應的抑制劑，並可用作穩定纖維素酯的塗料；同時也可作為橡膠加速器合成作用的中介物、用於染料及染料中間體合成、以及樟腦的合成。乙醯苯胺也是合成前驅青黴素及其他的醫藥的中間體。
乙醯苯胺有止痛與退燒的功能；它和对乙酰氨基酚（撲熱息痛）（Panadol）屬同一類藥物。名義上乙醯苯胺這個名字可代表若干成藥和非處方藥。在1948年，朱利斯阿克塞爾羅德及伯納德布羅迪發現乙醯苯胺在一些藥理應用上比其他藥物有毒性得多，造成正鐵血紅蛋白血症，終損害肝臟及腎臟，基本上已被毒性較低的藥物取代，尤其是对乙酰氨基酚（一種乙醯苯胺的代謝物）。

## 外部連結
- https://web.archive.org/web/20190716041641/http://www.clayton.edu/portals/690/chemistry/inventory/MSDS%20Acetanilide.pdf